# Nekoosa (Wisconsin)
Nekoosa es una ciudad ubicada en el condado de Wood en el estado estadounidense de Wisconsin. En el Censo de 2010 tenía una población de 2580 habitantes y una densidad poblacional de 294 personas por km². Está situada sobre el curso medio del río Wisconsin. 

## Geografía
Nekoosa se encuentra ubicada en las coordenadas 44°18′47″N 89°54′28″O / 44.31306, -89.90778. Según la Oficina del Censo de los Estados Unidos, Nekoosa tiene una superficie total de 8.78 km², de la cual 8.76 km² corresponden a tierra firme y (0.29%) 0.03 km² es agua.

## Demografía
Según el censo de 2010, había 2.580 personas residiendo en Nekoosa. La densidad de población era de 293,76 hab./km². De los 2.580 habitantes, Nekoosa estaba compuesto por el 93.33% blancos, el 0.78% eran afroamericanos, el 1.36% eran amerindios, el 0.54% eran asiáticos, el 0% eran isleños del Pacífico, el 1.82% eran de otras razas y el 2.17% pertenecían a dos o más razas. Del total de la población el 3.37% eran hispanos o latinos de cualquier raza.